# Розенталь, Генрих
Ге́нрих Ро́зенталь (нем. Heinrich Rosenthal; 1834—1892) — немецкий врач и редактор. 
Генрих Розенталь родился в 1834 году. Степень доктора медицины получил в 1864 году.
Вместе с Луи Вальденбургом участвовал в редакции, а с 1868 года стал единственным редактором известного реферирующего журнала «Algemeine Medicinische Zeitung». Основал центральную вспомогательную кассу немецких врачей.
Генрих Розенталь умер в 1892 году.